# Národní muzeum v Bejrútu
Národní muzeum v Bejrútu (arabsky متحف بيروت الوطنيّ‎‎) je hlavní libanonské archeologické muzeum. Počátek sbírek spadá do období po první světové válce a oficiálně bylo muzeum otevřeno v roce 1942. Počet sbírkových předmětů se pohybuje okolo 100 000 a většina z nich pochází z období starověku a středověku.
Během libanonské občanské války v roce 1975 stálo muzeum v přední linii oddělující od sebe bojující frakce. Budova muzea postavená ve stylu egyptského obrození a sbírky v něm umístěné utrpěly během války značné škody, ale většina artefaktů byla zachráněna díky na poslední chvíli přijatým preventivním opatřením.

## Historie

### Počátky
V roce 1919 bylo několik starověkých artefaktů ze sbírek francouzského důstojníka sloužícího v Libanonu Raymonda Weilla vystaveno v provizorním muzeu v Bejrútu. Mezitím předchůdkyně budoucí organizace Archeologické a umělecké služby započala se sbíráním předmětů v okolí Bejrútu. Původní sbírka byla rychle rozšířena díky úspěšným vykopávkám vedenými Georgesem Contenauem v Sidónu a Ernestem Renanem v Sidónu, Týru a Byblosu. Dále byly sbírky rozšířeny i díky darům soukromých sbírek včetně sbírky mincí Henriho Seyriga.

### Založení muzea

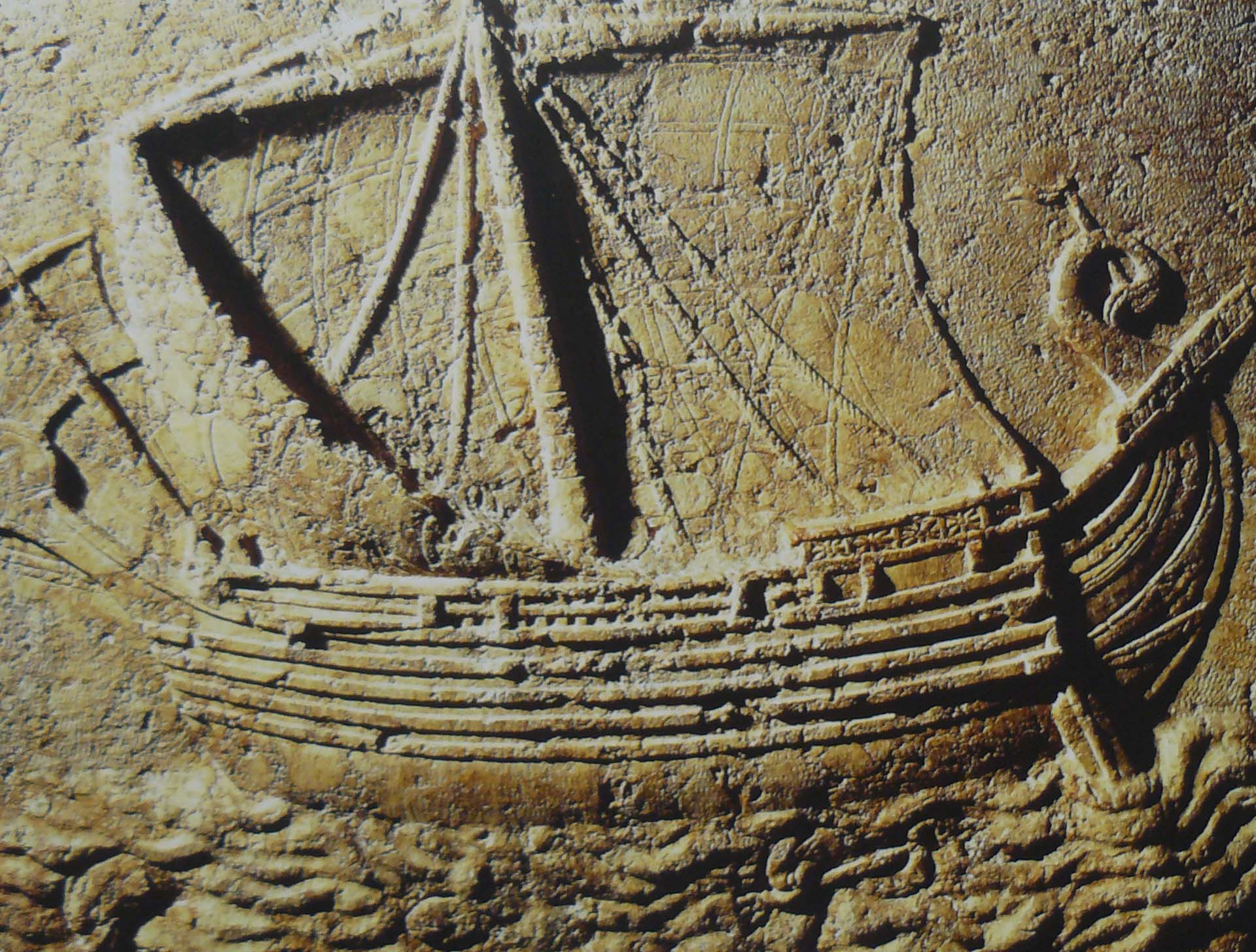
Detail ze sarkofágu znázorňující fénickou loď, Sidón, 2. století n. l.

V roce 1923 Výbor přátel muzea pod vedením tehdejšího předsedy vlády a ministra školství Bechary El Khouryho začal shánět prostředky na vybudování národního muzea. Výbor souhlasil s plány architektů Antoine Nahase a Pierra Leprince-Ringueta. Výstavba muzea začala roku 1930 na pozemku nedaleko Bejrútského hippodromu. Stavba byla dokončena roku 1937. Otevření muzea bylo naplánováno na rok 1938, ale nestabilní politická situace nakonec vedoucí k druhé světové válce plánované otevření opozdila. K jeho otevření došlo 27. května 1942. I nadále se muzejní sbírky rozrůstaly a to až do libanonské občanské války, která propukla v roce 1975.

### Uzavření a zpustošení muzea
V roce 1975 propukla v Libanonu občanská válka a Bejrút byl rozdělen do dvou oblastí. Národní muzeum se nacházelo na demarkační linii známé jako Muzejní ulička, která od sebe oddělovala válčící armády. Podmínky v bezprostředním okolí muzea se rychle zhoršovaly, budova muzea byla ostřelována a také začala být využívána jako kasárna pro bojovníky. Muzejní ulička se stala bodem kontrolovaným různými libanonskými ozbrojenými skupinami či syrskou nebo izraelskou armádou a byla zavírána a otevírána na základě dočasných příměří. Bylo rozhodnuto o uzavření muzea. První ochranná opatření uvnitř muzea provedl Maurice Chehab a jeho manželka v období propukání bojů a krátkých příměří. Zničitelné malé artefakty byly vyjmuty z vitrín a schovány v depozitářích v suterénu. Vstup do něho byl následně zazděn. V přízemí budovy v podlaze instalované mozaiky byly pro jejich ochranu překryty vrstvou betonu. Sochy a sarkofágy byly chráněny pomocí pytlů s pískem. Když nebezpečná situace dosáhla v roce 1982 svého vrcholu, byly těžké artefakty zakryty dřevem a betonem.
Když bylo v roce 1991 vyhlášeno konečné příměří, bylo muzeum již téměř zničeno. Bylo zaplaveno dešťovou vodou a vnější fasáda byla těžce poznamenána stopami po kulkách a krátery po šrapnelech. Poškozený byl i interiér, jehož zdi byly pokryty graffiti. I stav muzejních sbírek byl velmi vážný. Drobné předměty ukryté v suterénu se po více než patnáct let nacházely ve velmi nevhodných podmínkách. K tomu přispěla i skutečnost, že budova muzea byla postavena na místě s vysokou hladinou podzemní vody, která nebezpečně zvýšila vlhkost uvnitř depozitářů. I na kamenných artefaktech, které byly ponechány v nevětraných nouzových obalech byly viditelné stopy koroze a soli. Poničeno bylo také křídlo přiléhající ke Generálnímu ředitelství pro starožitnosti. Bomby zde způsobily požár, který zničil dokumenty, mezi kterými byly mapy, fotografie a další záznamy, stejně jako 45 krabic s archeologickými předměty. Ztraceno bylo také veškeré laboratorní vybavení. Během války byly také některé předměty odcizeny. Některé z těchto předmětů byly následně vystaveny v tureckých muzeích, jiné byly prodány v dražbě. Paradoxně byly tyto předměty ukradeny především z depozitářů v Byblosu a Sidónu, ve kterých byly uchovávány, aby nedošlo k jejich ztrátě či poškození.

### Znovuotevření a renovace

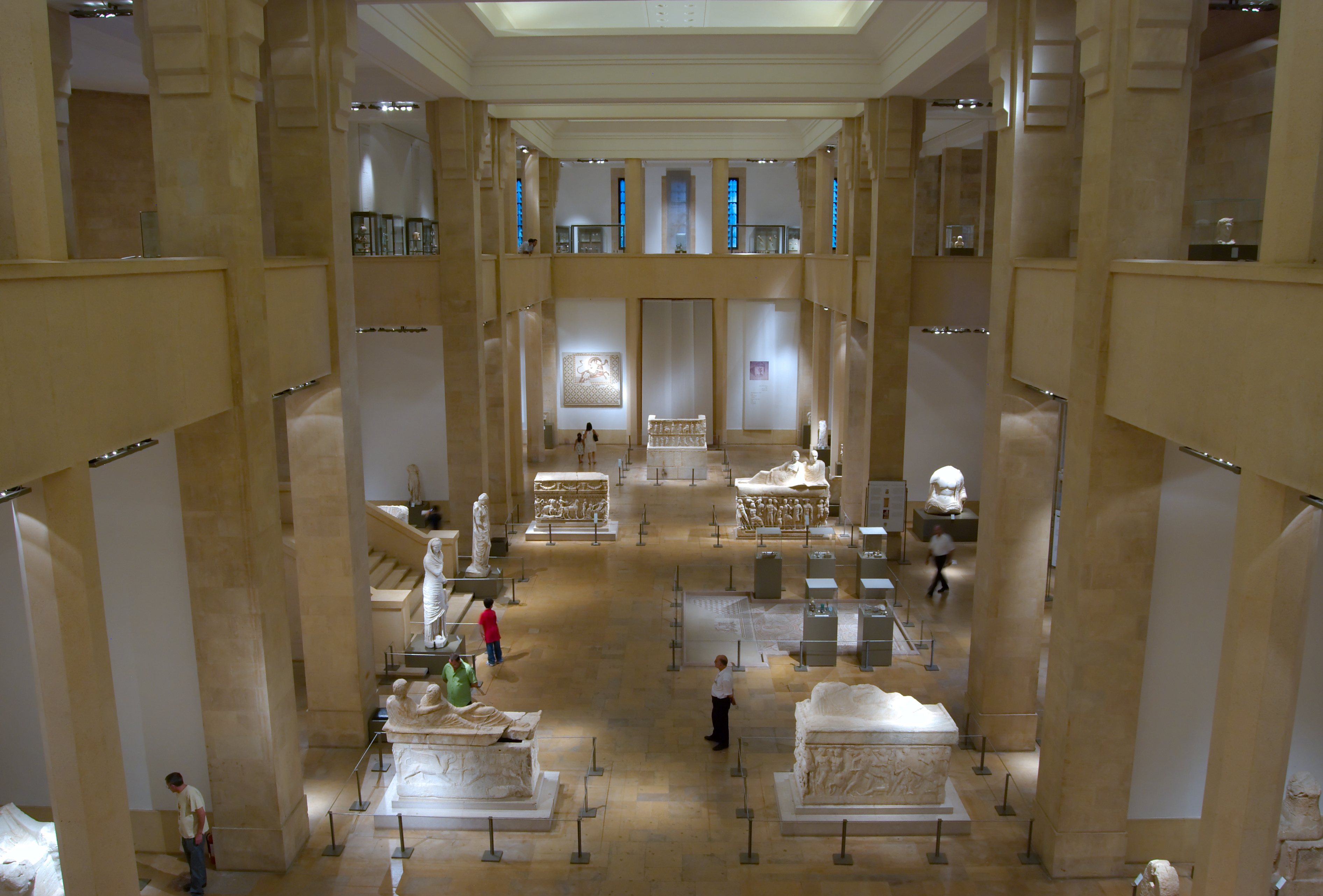
Interiér muzea

Jako první přišel v roce 1992 s plány na obnovení národního muzea ministr kultury a vyššího vzdělávání Michel Edde. Původní návrh na odstranění betonových ochranných pouzder byl odmítnut generálním ředitelem pro starožitnosti Camillem Asmarem, protože muzeum v té době nemělo dveře ani okna a pouzdra prozatím bránila dalšímu rabování. Ghassan Tueni daroval muzeu masivní nové vstupní dveře. Jakmile byla nová okna a dveře vsazeny, bylo rozhodnuto o stržení betonové zdi, která chránila vstup do suterénu. Renovační práce započaly roku 1995 a zaměřovaly se nejen na opravu budovy muzea, ale také na restaurování a inventarizaci sbírek. Znovuotevřeno bylo muzeum oficiálně dne 25. listopadu 1997. V té době však byly přístupné pouze části přízemí a suterénu zatímco ve zbylých částech budovy nadále probíhala rekonstrukce. Kvůli restaurátorským pracím bylo muzeum pro veřejnost opět uzavřeno v červenci 1998. Znovu bylo pro veřejnost otevřeno dne 8. října 1999.
V roce 1999 započala libanonská vláda rozsáhlou kampaň s cílem objevit během občanské války odcizené artefakty. Mnoho předmětů tak bylo nalezeno v soukromých obydlích a skladištích. Tyto předměty byly navráceny do muzea na základě libanonského zákona, který říká, že jakýkoliv předmět starší 300 let náleží státu. V roce 2011 byla laboratoř pro restaurování nacházející se v přízemí přesunuta a na jejím místě vznikla nová výstavní síň pojmenovaná na počest Maurice Chehaba.

### Znovuotevření suterénu
Otevření podzemní galerie bylo naplánováno na listopad 2010, ale kvůli technickým a finančním problémům bylo odloženo. Restaurátorské práce na podlaze o ploše 700 m2 započaly v roce 2014 z podnětu libanonského ministra kultury Ronyho Araijiho. Tyto práce proběhly s finanční a technickou podporou italské vlády, která do projektu vložila 1,2 milionu eur. K jeho otevření nakonec došlo 7. října 2016 během oficiálního ceremoniálu, kterého se účastnil libanonský ministr kultury Tammám Salám a italský ministr zahraničních věcí a mezinárodní spolupráce Paolo Gentiloni.

## Architektura

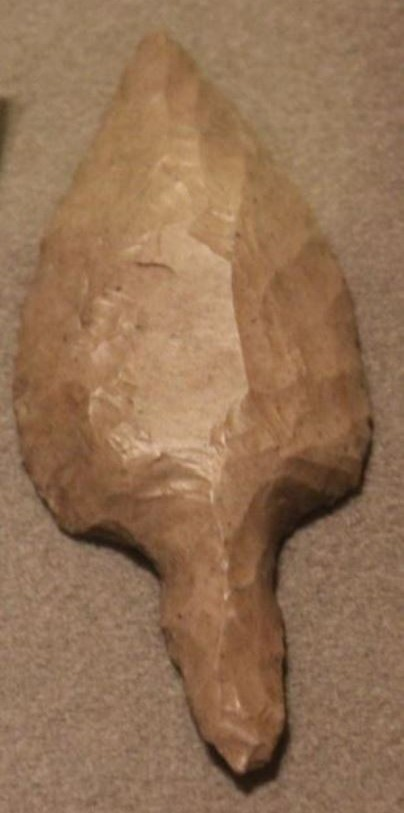
Pazourek z období neolitu pocházející z Byblosu

Budova muzea je postavena ve stylu egyptského obrození na základě plánů architektů Antoine Nahase a Pierra Leprince-Ringueta. Postavena byla z libanonského okrového vápence. Budova se skládá ze suterénu, přízemí, mezaninu a terasy. Střední část budovy je kryta skleněnou střechou nacházející se nad mezaninem, která dodává prostoru přirozeného denního světla.

## Sbírky
Národní muzeum v Bejrútu má sbírky obsahující přibližně 100 000 sbírkových předmětů. Sbírky muzea pokrývají chronologicky historický vývoj Libanonu od prehistorie až po osmanské období.
Prehistorická část sbírky zahrnuje artefakty, které používali lovci sběrači, následují předměty pocházející z období od nejstaršího paleolitu po neolit. Typickými artefakty z této doby jsou hroty oštěpů, pazourky, háčky a keramika. Tyto předměty byly nalezeny v jeskyních a pod skalními převisy a pochází z celého Libanonu.

## Fotogalerie

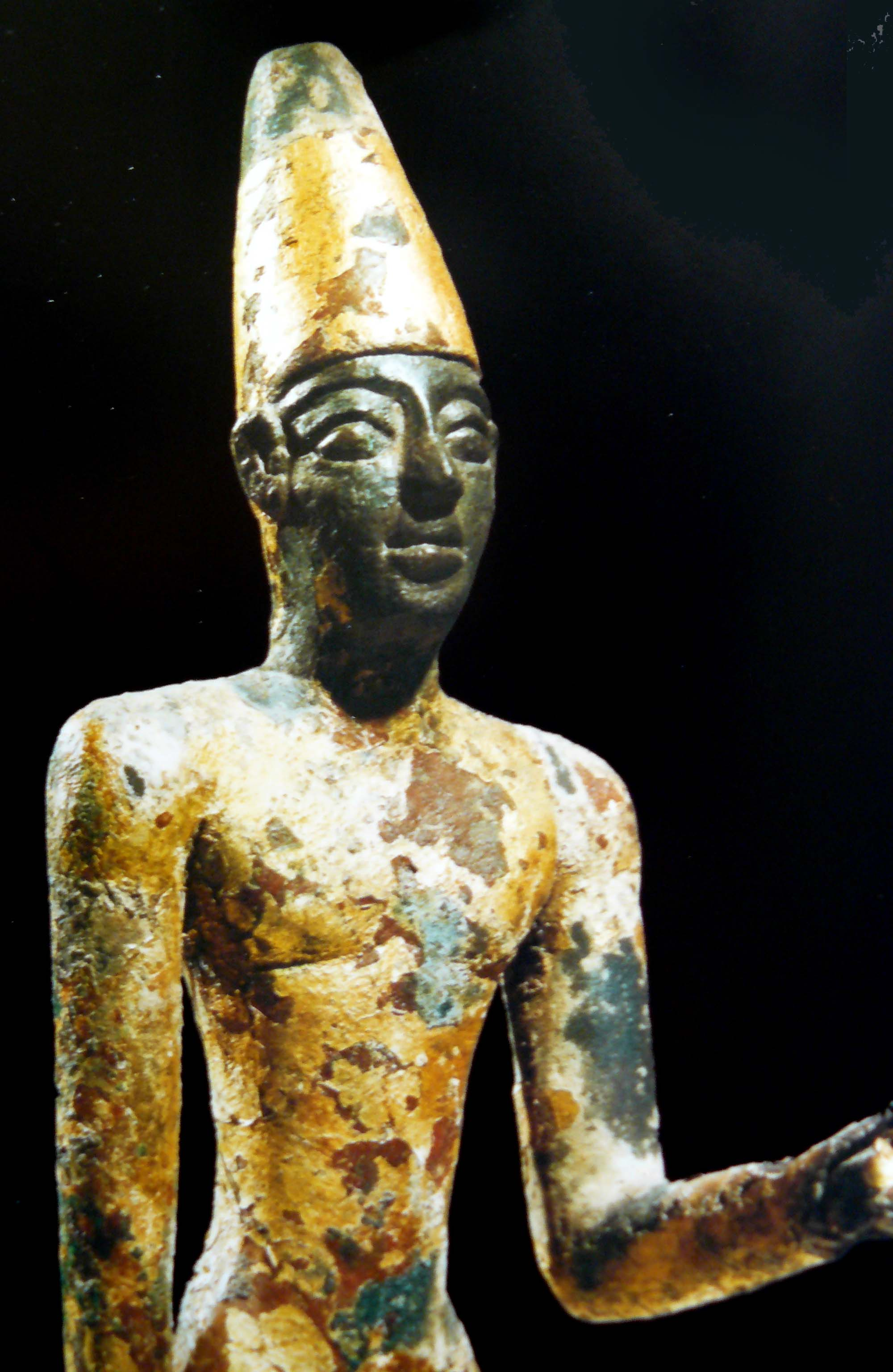
Soška z Byblosu, 19.–18. století př. n. l.
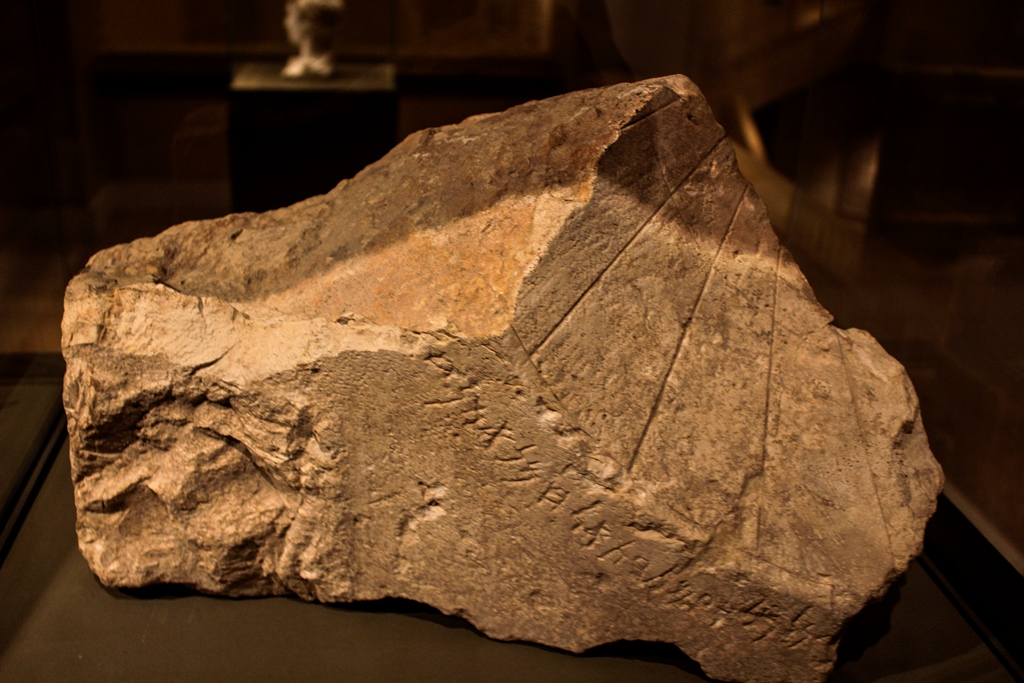
Fénické sluneční hodiny vyryté na vápenci
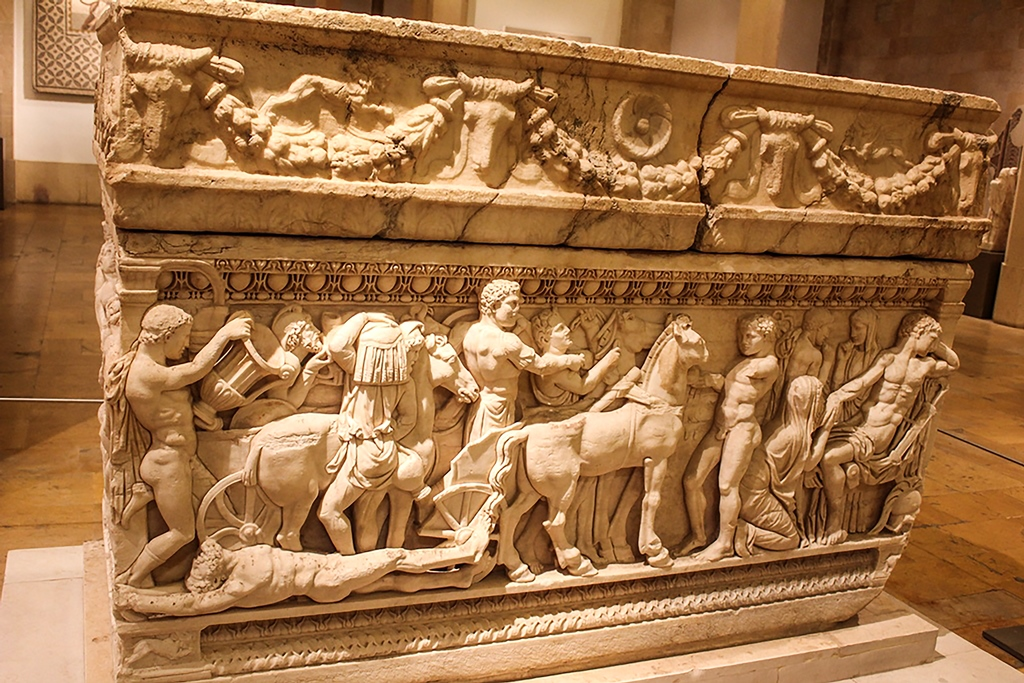
Sarkofág s výjevy z legendy o Achillovi